# Tipula (Eumicrotipula) reedi
Tipula (Eumicrotipula) reedi is een tweevleugelige uit de familie langpootmuggen (Tipulidae). De soort komt voor in het Neotropisch gebied.